# 1888 en sport automobile
Chronologie du Sport automobile
1887 en sport automobile - 1888 en sport automobile - 1889 en sport automobile

## Faits marquants de l'année1888ensport automobile
- Deuxième édition de la course automobile entre Neuilly et Versailles. Albert de Dion avec une vitesse moyenne de 28,9 km/h et la voiture la marquise défait son partenaire d’affaires Georges Bouton avec qui, il a fondé l'entreprise De Dion-Bouton.

## Naissances
- 15 juin : Frank Clement, pilote de courses automobile britannique. († 15 février 1970).
- 21 juin : Jacques Bignan, constructeur automobile et pilote de rallyes automobile français. († 19 septembre 1973).
- 6 juillet : Cyrus Patschke, pilote de courses automobile américain. († 6 mai 1951).
- 15 septembre : Antonio Ascari, pilote de courses automobile italien. († 26 juillet 1926).
- ? : Giulio Foresti, pilote de courses automobile italien. († ? 1965).
- ? : Rudolf Steinweg, pilote de courses automobile allemand. († 2 novembre 1935).